# Zeki Yavru
Zeki Yavru (sinh ngày 5 tháng 9 năm 1991 ở Trabzon, Thổ Nhĩ Kỳ) là một cầu thủ bóng đá Thổ Nhĩ Kỳ. Anh đang thi đấu ở vị trí hậu vệ phải cho Gençlerbirliği.